# Molecular Cell
Molecular Cell (abrégé en Mol. Cell) est une revue scientifique à comité de lecture spécialisée en biologie moléculaire. Elle est publiée bimensuellement depuis 1995 et fait partie du groupe Cell Press. Ses archives sont en libre accès 12 mois après publication.
D'après le Journal Citation Reports, le facteur d'impact de ce journal était de 17,970 en 2020. L'actuel directeur de publication est Feng Chen.